# Gustavo Fernández (Rollstuhltennisspieler)
Gustavo Fernández (* 20. Januar 1994 in Río Tercero) ist ein argentinischer Rollstuhltennisspieler.

## Karriere
Gustavo Fernández begann im Alter von 13 Jahren mit dem Rollstuhltennis und startet seitdem in der Klasse der Paraplegiker.
Bei seiner ersten Teilnahme an Paralympischen Spielen im Jahr 2012 erreichte er im Einzel das Viertelfinale, wo er Stéphane Houdet in drei Sätzen unterlag. Im Doppel schied er mit Agustín Ledesma in der ersten Runde aus.
Seinen ersten großen Erfolg feierte er mit dem Gewinn der Doppelkonkurrenz in Wimbledon an der Seite von Joachim Gérard. 2016 folgte der Sieg im Einzel bei den French Open, im Jahr darauf gewann er die Australian Open.
In der Weltrangliste erreichte er seine besten Platzierungen mit Rang eins im Einzel am 10. Juli 2017 und Rang zwei im Doppel am 7. November 2022.